# Utap
Der Utap ist ein Schild der Dayak auf Kalimantan in Indonesien.

## Beschreibung
Das Utap, auch Prongin genannt, ist ein Langschild, von dem es verschiedene Versionen gibt. In der Regel sind die Enden abgerundet, können aber auch spitz gearbeitet und stufenförmig sein. Es kann ganz aus Holz hergestellt sein, aber auch aus Rattan, Baumrinde, die mit Holz oder Rattan verstärkt ist, oder aus Holz, das mit Rattan bedeckt ist.
Bei der Version, die ganz aus Holz besteht, ist der Griff zusammen mit dem Schild aus einem Stück gearbeitet, was dem Schild eine hohe Stabilität verleiht.
Zur Dekoration ist oft eine Lotusblüte aufgemalt. Das Utap ist ein traditioneller Schild der See-Dayak, das von diesen seit Beginn des 20. Jahrhunderts nicht mehr benutzt wird. Bei den Land-Dayak, den Bidayuh wird der Schild als prongin bezeichnet.